# نحمان من بریسلوف
نحمان من بریسلوف (عبری: רַבִּי נַחְמָן מִבְּרֶסְלֶב‎؛ ۴ آوریل ۱۷۷۲ – ۱۶ اکتبر ۱۸۱۰ ربی، و ربه اهل مشترک‌المنافع لهستان–لیتوانی بنیان‌گذار جنبش یهودیت حسیدی بود.